# والتر برونو هينينج
والتر برونو هينينج (بالألمانية: Walter Bruno Henning)‏ هو لغوي ألماني، ولد في 26 أغسطس 1908 في نمان في روسيا، وتوفي في 8 يناير 1967 في بيركيلي في الولايات المتحدة بسبب وذمة الرئة.

## وصلات خارجية
- والتر برونو هينينج على موقع الموسوعة البريطانية (الإنجليزية)